# Ucrania Verde
Ucrania Verde, Cuña Verde o Transchina,  es el término que se le da a la región dentro de la óblast de Primorie del Imperio ruso, caracterizada por una concentración demográfica ucraniana importante formada entre los siglos XIX y XX, que posteriormente, durante la guerra civil rusa y bajo el contexto de la guerra de independencia de Ucrania, tuvo un movimiento independentista con el objetivo de establecer un estado ucraniano.
Tras la década de 1920 la población que se identificaba como ucraniana comenzó a disminuir progresivamente, pasando de un 33,7% de la población de toda la óblast de Primorie en 1923, a un 0,6% de la población del krai de Primorie en 2021, por lo que esta región ha pasado a tener un significado de carácter histórico para la cultura ucraniana.

## Etimología
El nombre Ucrania Verde, Cuña Verde o Gajo Verde proviene del uso simbólico de colores para nombrar regiones de colonización ucraniana en territorios del Imperio ruso. No es un nombre oficial, sino una designación cultural y poética usada por la diáspora ucraniana. El color verde se debe probablemente a la vegetación exuberante del territorio, ya que la región está cubierta por bosques templados húmedos, especialmente la cordillera del Sijoté-Alín. Esta es una zona muy distinta al paisaje estepario o más árido de gran parte de Ucrania.
El término «cuña» es utilizado también en «Cuña amarilla» (región media y baja del Volga), «Cuña de frambuesa» (Kuban) y «Cuña gris» (sur de Siberia occidental y norte de Kazajistán).

## Historia
La existencia de la colonia se puede dividir en los siguientes períodos

### Colonización inicial
Ucrania Verde fue una región del Lejano Oriente ruso colonizada mayoritariamente por ucranianos, quienes le dieron ese nombre de forma popular. En 1897, los ucranianos representaban el 15 % de la población del óblast de Primorie.
Esta zona se incorporó al Imperio ruso mucho después que Siberia y otras partes del Lejano Oriente. El primer intento de colonización data de mediados del siglo XVII, cuando Yeroféi Jabárov fundó el fuerte Albazin en el río Amur. Desde entonces, hubo continuas escaramuzas con el Imperio Qing. En 1689, China y Rusia firmaron el Tratado de Nérchinsk, que consolidó el control ruso sobre algunas zonas. Una segunda ola de expansión rusa ocurrió tras la derrota del Imperio en la Guerra de Crimea (1853-1856). Se establecieron asentamientos cosacos a lo largo del río Amur. China, debilitada, cedió grandes territorios a Rusia mediante el Tratado de Aigun (1858) y la Convención de Pekín (1860).
Durante estos años, la colonización fue escasa: solo unos 14.000 cosacos y 2.500 soldados rusos. En 1861, se crearon los óblast de Amur y Primorie. Vladivostok fue fundada en 1860 y Jabárovsk en 1858. A partir de 1882, se permitió la libre migración desde Ucrania y se ofrecieron tierras gratuitas a los colonos. Para 1897, los ucranianos ya sumaban 310.000 personas. La construcción del ferrocarril transiberiano en 1901 impulsó aún más la migración, con más de 14.000 colonos anuales, alcanzando un pico de 78.000 en 1907.

### Movimiento ucraniano

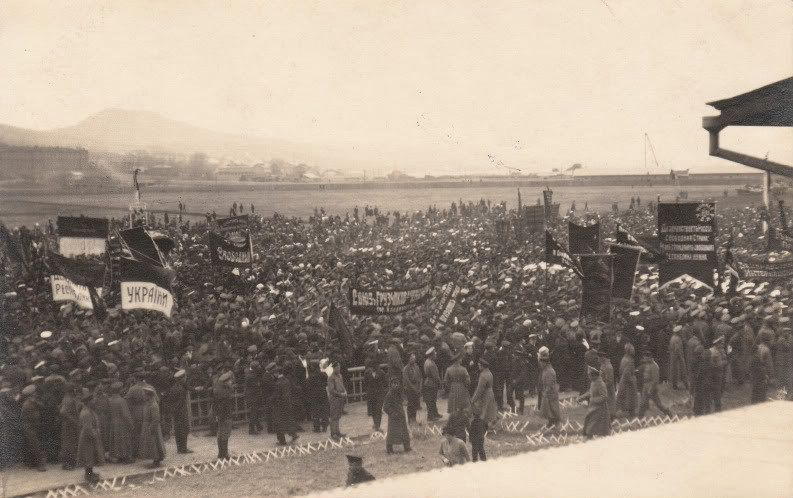
Concentración de ucranianos en Vladivostok.

La vida pública ucraniana en el Lejano Oriente comenzó temprano, aunque de forma limitada, debido a la escasa presencia de intelectuales y a la censura del Ucase de Ems de 1876, que prohibía el idioma ucraniano. Sin prensa nacional, el teatro se convirtió en la principal forma de expresión cultural.
En 1897, llegó al Lejano Oriente la primera compañía teatral dirigida por Perovsky, seguida por otras como la de Kostya Myroslavsky. Con el tiempo, surgieron grupos teatrales locales que fomentaron el sentido de comunidad y la conciencia nacional. En Vladivostok, destacaron los círculos culturales organizados entre marineros, dirigidos por el oficial Podem. Aunque escasos, los libros ucranianos circularon principalmente entre ellos, que también contaban con la biblioteca más grande en ucraniano de la región. Las actuaciones teatrales recorrieron el Lejano Oriente y tuvieron gran impacto, llegando a ciudades como Port Arthur, Jabárovsk y Blagovéshchensk.
Tras 1905, aumentó la publicación de libros y revistas ucranianas. En 1907, se fundó el “Club Ucraniano” en Harbin, gracias a una administración más tolerante. Ese mismo año, en Vladivostok, nació la Sociedad de Estudiantes Ucranianos del Instituto Oriental, que organizó obras, publicaciones y actos conmemorativos a Shevchenko desde 1909. En 1910, se creó en Mykolsk-Ussuriysky la primera compañía teatral ucraniana formal en la región. El 9 de febrero, sus fundadores presentaron una solicitud al gobernador militar de Primorie para registrar su estatuto.

«la sociedad tiene como objetivo promover el desarrollo de la cultura ucraniana y principalmente, la educación del pueblo ucraniano en su idioma nativo, que opera dentro de las regiones de Mykolsk-Ussuri y Ussuri»

Para lograr este objetivo, la compañía planeó:
- Publicar libros, folletos, revistas, periódicos y otros en ucraniano.
- Abrir salas de lectura, bibliotecas, museos, comercio de libros, etc.
- Organizar conferencias públicas, lecturas, cursos de educación general, actuaciones, noches literarias y musicales, conciertos, exposiciones, etc.
- Establecer becas, escuelas, refugios, guarderías, oficinas de trabajo, instituciones educativas y caritativas.
- Establecer concursos y premios a las mejores obras de literatura y arte.

### Primera Guerra Mundial
Al comienzo de la Primera Guerra Mundial y la introducción de medidas administrativas más estrictas, la vida pública ucraniana en Ucrania Verde se detuvo. Solo dentro de la concesión del Ferrocarril China-Oriental (CCR) en Manchuria podría realizarse algún trabajo ucraniano; Esto fue realizado por el Harbin Ukrainian Club y grupos de teatro en estaciones individuales.
El 9 de marzo de 1916, hubo un intento en Vladivostok de crear una organización ucraniana bajo la bandera de la Asamblea Caritativa de Ucrania de Vladivostok.

"La tarea de la Asamblea Pública de Caridad de Ucrania es organizar eventos similares para recaudar donaciones ..." - ciudadano honorario Pelageya Trokhimivna Rakytska, campesino de la provincia de Poltava Mykola Silvestrovych Savenko, burgués BD Novoliynyk.

Toda la vida ucraniana en el Lejano Oriente estuvo en este estado hasta el comienzo de la Revolución de febrero de 1917, cuando la abolición de la prohibición a todos los ucranianos abrió mayores oportunidades para el desarrollo nacional y cultural relativamente libre de los ucranianos.

### Movimiento de Independencia

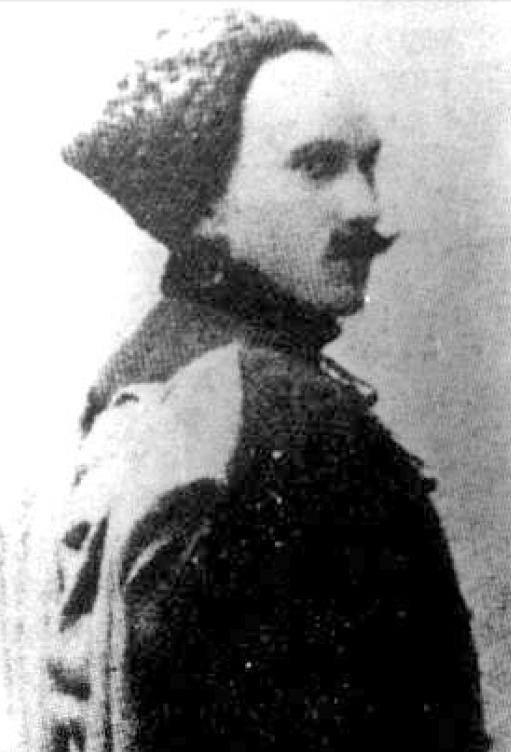
Yuri Mova, secretario de Ucrania Verde

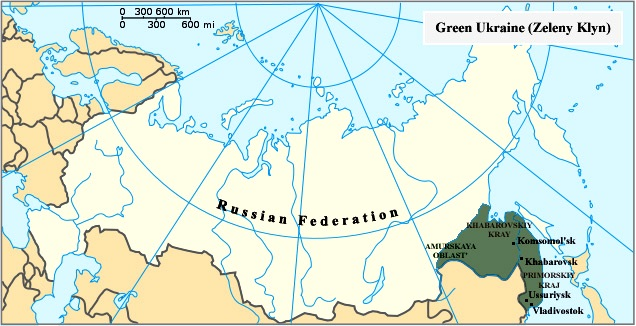
Territorios reclamados por la República Ucraniana del lejano oriente

Bandera propuesta para Ucrania verde

Durante un congreso pan-ucraniano se determinó el objetivo de establecer Ucrania Verde como la República Ucraniana del Lejano Oriente, aunque debido a la falta de fuentes, su existencia está puesta en cuestión.
A comienzos de 1917, comenzaron a establecerse en masa grupos Hromada (comunidades ucranianas) en el Lejano Oriente ruso. El núcleo más fuerte del movimiento ucraniano surgió en Vladivostok, donde más de 1.500 ucranianos, incluidos numerosos soldados, se inscribieron en la Hromada local. Paralelamente, aparecieron organizaciones de partidos políticos ucranianos, como los socialistas revolucionarios y los socialdemócratas. El 30 de abril de 1917, se publicó el primer periódico ucraniano del Lejano Oriente, Ukrainets (“El Ucraniano”), editado por Dmytro Borovyk.
La consolidación de centros comunitarios ucranianos en distintas regiones del Lejano Oriente —especialmente en la zona conocida como la Cuña Verde (Zelenyi Klyn) y en Manchuria— permitió la convocatoria del Primer Congreso de Ciudadanos y Figuras Públicas Ucranianas del Lejano Oriente, que tuvo lugar del 13 al 14 de junio de 1917 en Mykolsk-Ussuriysky. El congreso fue organizado por la Unión de Maestros del Lejano Oriente, presidida por O. Stupak.
Este congreso marcó el inicio del activismo ucraniano planificado en la Cuña Verde. Asistieron 53 delegados, representantes de más de 20 organizaciones públicas y militares, incluyendo comunidades locales, cooperativas, sindicatos militares y de docentes. Además, cerca de 100 ucranianos con derecho a voz (pero sin voto) participaron en las distintas comisiones.
Tras la apertura y los saludos protocolarios, se eligió el presídium, encabezado por A. Romanyuk y el diputado O. Stupak, y se conformaron varias comisiones: nacional, educativa, financiera y organizativa.
Los líderes del movimiento ucraniano en la Cuña Verde depositaban sus esperanzas en el respaldo de la Ucrania continental (Gran Ucrania). Se pensaba que, si Ucrania lograba su independencia, la Cuña Verde se desligaría automáticamente de Moscú y se integraría en el nuevo estado ucraniano. Esta aspiración quedó reflejada en las decisiones del Segundo Congreso de los Ucranianos del Lejano Oriente, celebrado en Jabárovsk en enero de 1918, donde se hizo un llamamiento a la República Popular de Ucrania para que exigiera a las autoridades rusas el reconocimiento de la Cuña Verde como parte del estado ucraniano, dada la presencia mayoritaria de ucranianos en la región. El lema popular era: “¡Todos en defensa de Ucrania!”.
En el Tercer Congreso, celebrado en abril de 1918, se adoptó la resolución de luchar por la creación de un estado ucraniano independiente en la región del Pacífico. Se propuso la formación de un Ejército Ucraniano de la Cuña Verde, bajo la dirección de una Secretaría Nacional (una especie de gobierno provisional), presidida por Yuriy Glushko-Mova.
La tercera sesión del Consejo Nacional se celebró en noviembre de 1920 en Vladivostok, donde se discutió la posible participación en las elecciones para la Asamblea Constituyente del Lejano Oriente. La sesión propuso que las elecciones se organizaran por curias nacionales (es decir, por grupos étnicos). Esta propuesta no fue del agrado de Moscú y fue ignorada por las autoridades de Chitá. Ante esta negativa, la Secretaría ucraniana decidió boicotear las elecciones.
En esa misma sesión se eligió una nueva Secretaría Nacional, compuesta por Yuriy Mova, Dmytro Kysylyov, Vitaliy Zhuk, Stepan Prant, Andriy Kryshtofovych y H. Mohyletsky, que continuó gestionando los asuntos del movimiento ucraniano hasta su arresto por los bolcheviques en noviembre de 1922. Esta Secretaría ya se preparaba para convocar el V Congreso Ucraniano del Lejano Oriente.
Pero ese congreso nunca llegó a celebrarse.

### Estado soviético

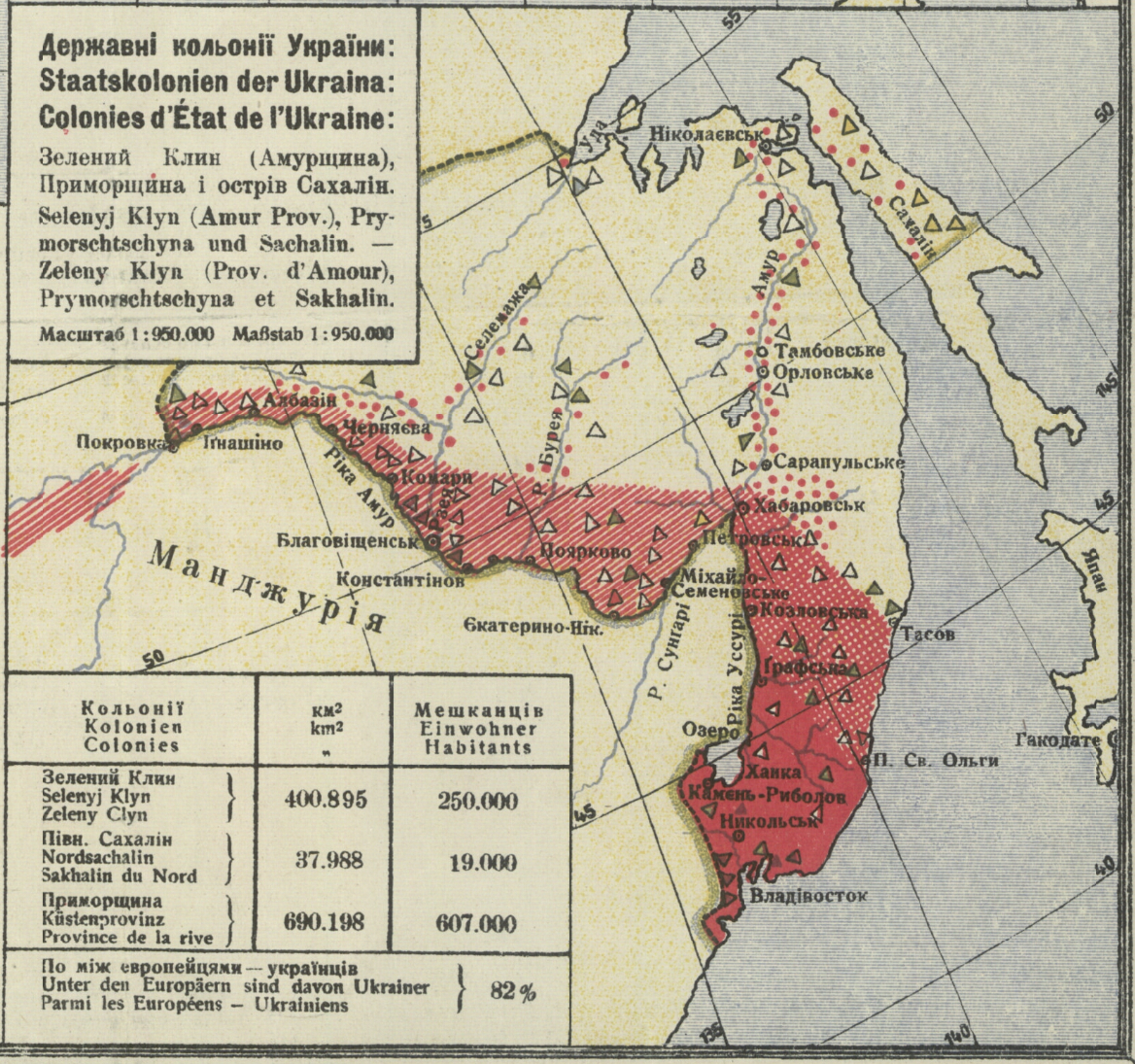
Mapa de población ucraniana 1920

Tras la Revolución de 1917, la región del Lejano Oriente quedó temporalmente bajo el control del almirante Aleksandr Kolchak. En 1920 se estableció la República del Lejano Oriente, concebida como un estado tapón entre Rusia soviética y Japón. Esta república fue disuelta en 1922 al integrarse en la República Socialista Federativa Soviética de Rusia, y, en consecuencia, en la recién formada Unión Soviética. Posteriormente, en 1934, el gobierno de Stalin estableció el Óblast Autónomo Hebreo, con capital en la ciudad de Birobidzhán.
La migración de ucranianos hacia el Lejano Oriente continuó durante todo el periodo soviético, desde los años 20 hasta los 80 del siglo XX. En este tiempo, los ucranianos llegaron a la región huyendo de la colectivización forzada y de las hambrunas (Holodomor) de 1932–1933 y 1946–1947; otros lo hicieron como prisioneros del Gulag, deportados forzosos, o como parte de los programas estatales de reasentamiento rural. También llegaron como trabajadores en la industria marítima y pesquera, como jóvenes del Komsomol asignados a la construcción de infraestructuras industriales, como soldados o como jóvenes profesionales recién graduados de estudios secundarios o superiores. Algunos se trasladaron individualmente en busca de aventura o mejores ingresos.
Sin embargo, debido a la ausencia de condiciones que permitieran preservar la identidad nacional —como escuelas ucranianas, prensa en ucraniano o instituciones culturales propias—, las sucesivas generaciones de ucranianos fueron sometidas a un proceso constante de rusificación. Sus hijos, nacidos ya en la región, en su mayoría se identificaban como rusos.
La evolución de la población ucraniana en el Lejano Oriente durante la era soviética queda reflejada en los censos de población de la época:
- 1923: 346.100 ucranianos (33,7 % de la población local)
- 1926: 303.300 (24,4 %)
- 1939: 361.800 (14,1 %)
- 1959: 429.500 (9,9 %)
- 1970: 377.700 (7,2 %)
- 1989: 543.400 (7,9 %)

A pesar de la disminución del porcentaje relativo, la cifra absoluta de ucranianos se mantuvo significativa durante varias décadas. Sin embargo, una parte considerable de la población actual del Lejano Oriente ruso desciende de aquellos inmigrantes ucranianos de los siglos XIX y XX, aunque muchos se identifican hoy como rusos. Aun así, conservan ciertos rasgos culturales ucranianos en su mentalidad, idioma, cultura espiritual y material. La autoconciencia ucraniana suele mantenerse principalmente entre personas nacidas en Ucrania que han emigrado en las últimas décadas.

### Actualidad
Durante la época soviética, la diáspora ucraniana en Rusia creció en número, incluyendo tanto emigrantes como exiliados. Sin embargo, debido a la asimilación —ya fuera forzada o voluntaria—, esta población disminuyó considerablemente con el tiempo. Solo con el alivio de la presión rusificadora bajo el liderazgo de Mijaíl Gorbachov fue posible organizar comunidades ucranianas y fomentar el crecimiento de la conciencia nacional a través de una mejora del nivel cultural. En varias zonas con alta concentración de ucranianos surgieron asociaciones cívicas ucranianas. Para 1995, se habían creado 74 asociaciones en 26 regiones, de las cuales 16 eran de carácter religioso (principalmente greco-católicas). Todas estas organizaciones se agruparon bajo la Asociación de Ucranianos de Rusia, presidida por O. Rudenko-Desniak.
La mayoría de estas organizaciones estaban registradas legalmente y realizaban actividades culturales: fundaban escuelas de idioma ucraniano, grupos de teatro y coros. En 1995, el Gobierno de Ucrania firmó un Acuerdo con la Federación de Rusia sobre cooperación en los ámbitos de la cultura, la ciencia y la educación, así como un acuerdo entre los respectivos comités estatales de Ucrania y el Ministerio de Nacionalidades y Relaciones Federales de Rusia sobre cuestiones de nacionalidades y migración.
En Vladivostok, donde ya funcionaba la sociedad cultural ucraniana Prosvita, en enero de 1991 se fundó la Sociedad de Cultura Ucraniana del Krai de Primorie, cuyo objetivo era organizar conciertos y promover el teatro en lengua ucraniana. Sin embargo, las autoridades locales se mostraron reacias a registrar la organización y no concedieron los permisos necesarios para transmitir los conciertos por televisión.
Otra organización ucraniana recién creada en el Lejano Oriente, denominada "Cuña Verde" (Zelenyi Klyn), y la Asociación de Ucranianos de la Comunidad de Primorie, fundada el 25 de junio de 1992, tampoco obtuvieron reconocimiento oficial y cesaron sus actividades. Durante el año escolar 1992-1993, la Sociedad de Cultura Ucraniana del Krai de Primorie intentó abrir una escuela dominical en ucraniano, pero las autoridades locales lo prohibieron.
En 1992, se fundó en Ussuriysk la Sociedad de Lengua y Cultura Ucraniana, cuya actividad principal era la organización de celebraciones nacionales, culturales y religiosas. No obstante, esta también dejó de existir en 1999 (según el artículo 224). Igualmente, se intentó publicar una revista titulada Ucraniano en la Cuña Verde, que dejó de editarse en noviembre de 1993 debido no solo a la falta de material, sino también a la carencia de apoyo moral.
En tiempos recientes, debido a la persistente política de asimilación, la población ucraniana en el Lejano Oriente ruso ha disminuido rápidamente. Esta tendencia se reflejó claramente en los resultados del censo de 2010: la población ucraniana en la región cayó casi cinco veces en comparación con el censo de 2002, pasando de 256.378 personas a solo 49.953. En consecuencia, la proporción de ucranianos en la población regional se redujo del 4,4 % en 2002 al 2,8 % en 2010. A pesar de ello, aún se publica la colección literaria ucraniana Ola del Lejano Oriente.

## Geografía

### Territorio
La Ucrania Verde comprendía los territorios cercanos al río Amur, el río Ussuri, los alrededores de la ciudad de Jabárovsk y el norte de Vladivostok.

### Hidrografía
Tuvo un litoral marítimo hacia el océano Pacífico similar en extensión al de la República del Lejano Oriente.

## Demografía

### Población
| Año        | 1897  | 1923  | 1926  | 1939 | 1959 | 1970 | 1989 | 2002 | 2010 | 2021 |
| ---------- | ----- | ----- | ----- | ---- | ---- | ---- | ---- | ---- | ---- | ---- |
| Porcentaje | 25,2% | 33,7% | 24,4% | 14,1 | 9,9% | 7,2% | 7,9% | 4,4% | 2,8% | 0,6% |

### Religión
La mayoría de la población eslava practicaba el cristianismo ortodoxo. Los pueblos tunguses autóctonos practicaban religiones locales y ancestrales; también había algunos judíos asquenazíes que practicaban el judaísmo.